# Väinö Ikonen
Väinö Vilhelm Johannes Ikonen (* 5. Oktober 1895 in Tuusniemi; † 10. Februar 1954 in Helsinki) war ein finnischer Ringer und Bronzemedaillengewinner bei den Olympischen Spielen 1924 in Paris.

## Werdegang
Väinö Ikonen begann in Kuopio mit dem Ringen und wurde Mitglied des Ringerclubs Kuopion Riento, einem Verein, der dem Finnischen Arbeitersportverband (TUL) angehörte. Später wechselte er zu dem dem allgemeinen finnischen Ringerverband angehörenden Verein Helsingin Kisa-Veikot. Väinö rang hauptsächlich im griechisch-römischen Stil. 1918 machte er durch einen 4. Platz bei den finnischen Meisterschaften im Federgewicht erstmals auf sich aufmerksam. Seinen größten Erfolg feierte er bei der Weltmeisterschaft 1921 in Helsinki, als er mit vier Siegen den Weltmeistertitel gewann.
Bei der Weltmeisterschaft 1922, der letzten Weltmeisterschaft vor einer langen Pause bis 1950, gewann er keine Medaille. Eine solche holte er sich aber wieder mit dem Gewinn der Bronzemedaille bei den Olympischen Spielen 1924 in Paris im Bantamgewicht, griechisch-römischen Stil. Väinö war danach noch mehrere Jahre lang aktiv, kam aber zu keinem Start bei einer internationalen Meisterschaft mehr.
Ikonen war auch als Leichtathlet erfolgreich. Bei den finnischen Meisterschaften 1916 gewann er eine Bronzemedaille im Stabhochsprung. 1915 hatte er die Plätze fünf im Hoch- und vier im Stabhochsprung erreicht.

## Internationale Erfolge
(OS = Olympische Spiele, WM = Weltmeisterschaft, GR = griechisch-römischer Stil, F = Freistil, Ba = Bantamgewicht, bis 58 kg, Fe = Federgewicht, bis 60 kg bzw. 62 kg Körpergewicht)
- 1921, 1. Platz, WM in Helsinki, GR, Ba, mit Siegen über Johan Välimaa, Schweden, Risto Mustonen, Finnland, Albert Volrat, Estland und Kaarlo Mäkinen, Finnland;
- 1922, 4. Platz, WM in Stockholm, GR, Ba, mit Siegen über Ruben Scheftelowitz, Dänemark und Haraald Jönsson, Schweden und Niederlagen gegen Fritjof Svensson, Schweden und Eduard Pütsep, Estland;
- 1924, Bronzemedaille, OS in Paris, GR, Ba, mit Siegen über Svend Martinsen, Norwegen, Ragnvald Olsen, Norwegen, Giovanni Gozzi, Italien und Anton Koolman, Estland und Niederlagen gegen Anselm Ahlfors, Finnland und Eduard Pütsep

## Finnische Meisterschaften
- 1918, 4. Platz, GR, Fe, hinter Kalle Anttila, August Pehkanen und Kaarlo Mäkinen,
- 1921, 2. Platz, GR, Fe, hinter Kaarlo Mäkinen und vor Arvo Kangas,
- 1922, 1. Platz, GR, Fe, vor Santto Toivola und Juha Savolainen,
- 1924, 1. Platz, F, Ba, vor Urho Pappinen und Jaakko Mäenpää,
- 1928, 3. Platz, GR, Ba, hinter Urho Pappinen und Erkki Pasanen